# Caloptilia leucothoes
Caloptilia leucothoes là một loài bướm đêm thuộc họ Gracillariidae. Loài này được tìm thấy ở Nhật Bản (Hokkaidō, Honshū, Kyūshū), vùng Viễn Đông Nga và Hàn Quốc.
Sải cánh dài 8,2–11 mm.
Ấu trùng ăn các loài Leucothoe grayana, Menziesia pentandra và Rhododendron, bao gồm Rhododendron albrechti, Rhododendron dauricum, Rhododendron dilatatum và Rhododendron reticulatum. Chúng ăn lá nơi chúng làm tổ.